# Oliver Edvardsen
Oliver Valaker Edvardsen (Bærum, 19 marzo 1999) è un calciatore norvegese, attaccante dell'Ajax.

## Carriera

### Club
Edvardsen è cresciuto nelle giovanili del Drøbak/Frogn. Ha esordito in prima squadra in data 4 ottobre 2014, in 2. divisjon: ha sostituito Richard Falk Larsen nella vittoria per 3-1 sullo Skeid. La squadra è retrocessa in 3. divisjon al termine di quella stessa stagione. Il 13 aprile 2015 ha segnato la prima rete in campionato, nella sconfitta subita per 1-6 in casa contro il Follo 2.
In vista della stagione 2016 è stato in forza allo Strømsgodset 2, squadra riserve del club omonimo. Dal 2017 al 2018 ha giocato invece per il Vålerenga 2.
Nel 2019 è approdato al Grorud, per cui ha disputato la prima partita in 2. divisjon in data 13 aprile, schierato titolare nella vittoria per 0-1 in casa del Sotra. Il 27 aprile ha siglato la prima rete, nel pareggio per 1-1 sul campo del Fram Larvik.
Ad agosto 2019 è stato tesserato dallo Stabæk, per cui ha debuttato in Eliteserien il 23 settembre, subentrando a Luc Kassi nella sconfitta casalinga per 1-2 subita contro il Molde. Il 10 novembre 2019 ha realizzato la prima rete nella massima divisione locale, nel successo per 1-3 sul campo del Lillestrøm. Al termine del campionato 2021, lo Stabæk è retrocesso in 1. divisjon.
Il 15 luglio 2022, Edvardsen è stato ingaggiato dagli olandesi dei Go Ahead Eagles: ha firmato un contratto triennale. Il 7 agosto è arrivato l'esordio in Eredivisie, impiegato da titolare nella sconfitta per 1-0 subita in casa dell'AZ Alkmaar. Il 13 agosto ha realizzato la prima rete, nella partita persa per 2-5 contro il PSV.

### Nazionale
Edvardsen ha giocato 3 partite per la Norvegia under 16, senza reti all'attivo.

## Statistiche

### Presenze e reti nei club
Statistiche aggiornate al 27 agosto 2022.
| Stagione            | Club                | Campionato          | Campionato | Campionato | Coppe nazionali | Coppe nazionali | Coppe nazionali | Coppe continentali | Coppe continentali | Coppe continentali | Supercoppe | Supercoppe | Supercoppe | Totale | Totale |
| Stagione            | Club                | Comp                | Pres       | Reti       | Comp            | Pres            | Reti            | Comp               | Pres               | Reti               | Comp       | Pres       | Reti       | Pres   | Reti   |
| ------------------- | ------------------- | ------------------- | ---------- | ---------- | --------------- | --------------- | --------------- | ------------------ | ------------------ | ------------------ | ---------- | ---------- | ---------- | ------ | ------ |
| 2014                | Drøbak/Frogn        | 2D                  | 2          | 0          | CN              | 0               | 0               | -                  | -                  | -                  | -          | -          | -          | 2      | 0      |
| 2015                | Drøbak/Frogn        | 3D                  | 15         | 7          | CN              | 1               | 1               | -                  | -                  | -                  | -          | -          | -          | 16     | 8      |
| Totale Drøbak/Frogn | Totale Drøbak/Frogn | Totale Drøbak/Frogn | 17         | 7          |                 | 1               | 1               |                    | -                  | -                  |            | -          | -          | 18     | 8      |
| 2016                | Strømsgodset 2      | 2D                  | 6          | 0          | -               | -               | -               | -                  | -                  | -                  | -          | -          | -          | 6      | 0      |
| 2017                | Vålerenga 2         | 2D                  | 22         | 2          | -               | -               | -               | -                  | -                  | -                  | -          | -          | -          | 22     | 2      |
| 2018                | Vålerenga 2         | 2D                  | 16         | 5          | -               | -               | -               | -                  | -                  | -                  | -          | -          | -          | 16     | 5      |
| Totale Vålerenga 2  | Totale Vålerenga 2  | Totale Vålerenga 2  | 38         | 7          |                 | -               | -               |                    | -                  | -                  |            | -          | -          | 38     | 7      |
| gen.-ago. 2019      | Grorud              | 2D                  | 16         | 10         | CN              | 3               | 2               | -                  | -                  | -                  | -          | -          | -          | 19     | 12     |
| ago.-dic. 2019      | Stabæk              | ES                  | 8          | 2          | CN              | -               | -               | -                  | -                  | -                  | -          | -          | -          | 8      | 2      |
| 2020                | Stabæk              | ES                  | 30         | 6          | -               | -               | -               | -                  | -                  | -                  | -          | -          | -          | 30     | 6      |
| 2021                | Stabæk              | ES                  | 25         | 7          | CN              | 1               | 0               | -                  | -                  | -                  | -          | -          | -          | 26     | 7      |
| gen.-lug. 2022      | Stabæk              | 1D                  | 15         | 4          | CN              | 3               | 0               | -                  | -                  | -                  | -          | -          | -          | 18     | 4      |
| Totale Stabæk       | Totale Stabæk       | Totale Stabæk       | 78         | 19         |                 | 4               | 0               |                    | -                  | -                  |            | -          | -          | 82     | 19     |
| 2022-2023           | Go Ahead Eagles     | ED                  | 4          | 1          | CO              | 0               | 0               | -                  | -                  | -                  | -          | -          | -          | 4      | 1      |
| Totale              | Totale              | Totale              | 159        | 44         |                 | 8               | 3               |                    | -                  | -                  |            | -          | -          | 167    | 47     |